# 瓦伊納波托西山

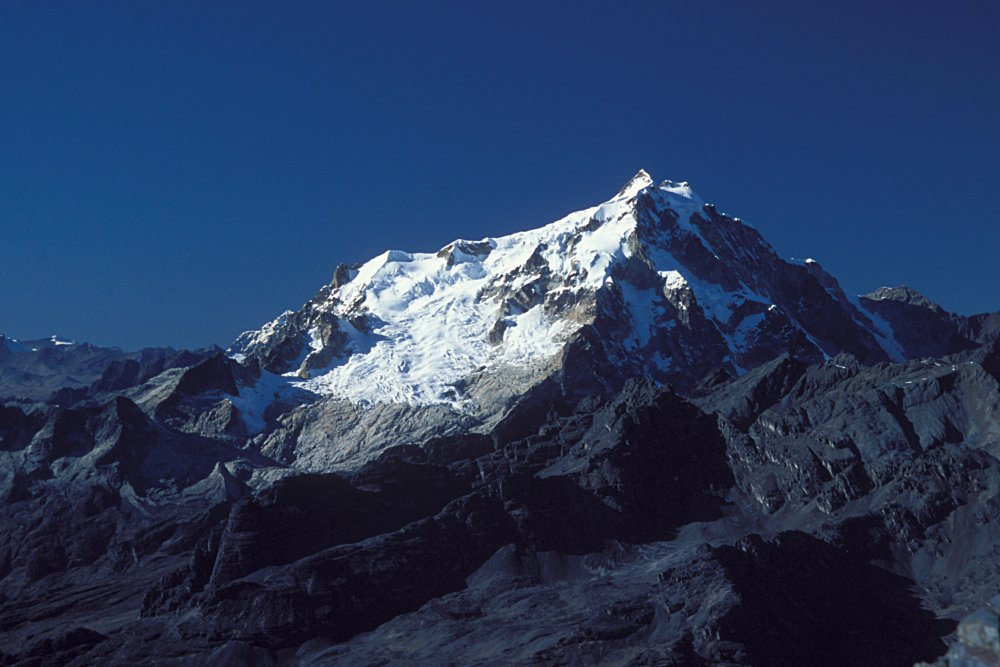

瓦伊納波托西山是玻利維亞山峰，位於該國西部，距離拉巴斯25公里，屬於安第斯山脈的一部分，海拔高度6,088米，德國攀山隊在1919年登上該山峰。
大部分的攀爬是從海拔4700的小屋開始，第一天抵達海拔5100~5300的第二小屋(約四小時)，第二天凌晨二點左右再從第二小屋直攻山頂，約需六小時。八點太陽出來以後，雪水溶化，會更不好攀爬，甚至發生過雪崩。攀爬過程需跨過許多冰川裂隙與冰壁，根據UIAA的評比，這絕非所為"最簡單的"的六千公尺以上高峰。根據非官方統計，攻頂率約四成到五成，最主要的困難是高山症跟酷寒的氣候。峰頂景色絕美，附近再也沒有比她更高的山脈，可以遠眺La Paz，甚至的的喀喀湖。
林承寬於2014年7月20攻頂，是玻利維亞官方記錄第一位攻頂的台灣人。

## 外部連結
- Huayna Potosi on SummitPost.org （页面存档备份，存于）
- Huayna Potosi on Peakware.com （页面存档备份，存于）
- Huayna Potosi West Face （页面存档备份，存于）
- An Impartial Account About Climbing This Mountain Without Any Experience （页面存档备份，存于）